# Свети Николай (Варна)
Вижте пояснителната страница за други значения на Свети Николай.
„Свети Николай Чудотворец“ е православна църква в квартал Център, район Одесос, Варна, България. Той е известен като Моряшката църква.
По време на антигръцките вълнения в България през 1906 г. гръцката черква Св. Никола е обърната на българска и посветена на св. св. Кирил и Методий.

## История

### Ктитор
Градските предания разказват, че храмът е граден след даден обет пред Бог и пред закрилника на моряците Николай Чудотворец. През 1858 или 1859 г. варненският гръцки търговец и руски поданик Параскева Николау пътува до Одеса през страшна буря в Черно море. Изплашеният търговец се заклел, че ако се върне жив у дома ще вдигне черква и болница в чест на светеца. Според същите източници до днес няма друга черква, построена със средствата само на един човек. Днес пред църквата стои паметник, чиито надпис гласи: 
| „     | В памет на родолюбеца Парашкева Николов, роден в гр. Варна и живял в гр. Одеса, издигнал на свои средства болница и този храм за поклонение Богу | “ |
| [ 4 ] | |   |

### Ризница
В храма са изложени за поклонение частици от мощите на Св. Николай Чудотворец, Св. Праведен адмирал Феодор Ушаков, Св. св. Преподобни Теодор и Александър Санаксарски и Св. Игнатий Брянчанинов.

### Литургична дейност
Не е известно кога точно е осветен храмът и кога е отслужена първата литургия. Така също не е документирано и кога е направен иконостасът, който е донесен готов в черквата. В архивния фонд на Варненската Гръцка община са запазени датираните от края на XIX век списъци на гръцките енориаши на църквата, а също така и описи на иконите и църковните одежди, книги за черковни приходи и книга за ежегодните вноски на владишки данък . До антигръцките вълнения храмът е гръцки, но на 4 юли 1906 г. е обсебен от активисти на движението „Български родолюбец“ и в него започват да служат български свещеници. Едва през 1961 г. Никола Кожухаров, Димитър Гюдженов, Петър Джамджиев и Петър Михайлов около месец зографисват храмовите интериорни стени.
През 1927 г. храмът „Св. Николай“ двама български морски капитани отнасят на Божи гроб икона от храма, освещават я и я връщат. Оттогава църквата е приемана като Морският храм в България и до 1944 г. в нея се извършват клетвите на варненските моряци. От 2000 г. до входа на храма е поставена корабна котва – символ на морячеството. Последният основен ремонт на храма датира от 1961 г., но през 2000 г. се извършват възстановителни дейности и многобройни реставрации и реконструкции, а стенописите са дело на иконограф Диян Димитров. Голяма част от необходимите средства е осигурена от енориашите на храма.
Храмът е отворен всеки ден от 07:30 ч. до 18:00 ч. като всеки ден се провеждат следните богослужения:
- 08:00 ч. – Утреня;
- 08:30 ч. – Св. Божествена Литургия;
- 17:00 ч. – Вечерня.
- В неделя: 09:00 ч. – Св. Божествена Литургия;
- В събота след вечернята – Параклис към Св. Богородица.

В храма се извършват всички тайнства на Църквата, вероучителни беседи, а под духовната опека на храма се намира домът за деца „Княгиня Надежда“.

### Адрес
Варна 9000, бул. „Св. Княз Борис І” № 35.